# Xilófono
El xilófono (pronunciado /si'lofono/, del griego ξύλον xylon madera y φωνή phōnē voz)  es un instrumento musical de percusión.
Cada lámina se afina según un tono específico (nota musical) de la escala cromática. Como se puede afinar, se trata de un laminófono de sonido determinado. El orden de las láminas es similar al orden del teclado de piano.
El xilófono utiliza tanto la técnica de tambor afinable como la avanzada de mazos. Tiene un timbre más vivo que la marimba, y las notas se sostienen menos. Los xilófonos modernos incluyen láminas de percusión cortas. Un xilófono con un registro más bajo que el registro de la marimba se llama xilorimba.

## Funciones

Extensión del xilófono representada en un teclado de piano.

El xilófono posee una gran relevancia en un número de piezas clásicas. Algunas de las más conocidas son la Danse macabre (1874) compuesta por Camille Saint-Saëns y «Fósiles» de Carnival of the Animals (1886) del mismo compositor. También se puede escuchar en la Sinfonía Nº. 6 de Gustav Mahler.
El recurso más utilizado para el xilófono es el trémolo, que se obtiene percutiendo alternativamente con ambas baquetas sobre una misma lámina. El xilófono requiere un gran virtuosismo por parte del percusionista. Su técnica actual es muy compleja y precisa de un gran especialista. Su papel en la actual orquesta no es el de ofrecer un toque exótico a la obra, sino que es un timbre independiente y muy importante dentro del desarrollo orquestal

## Historia

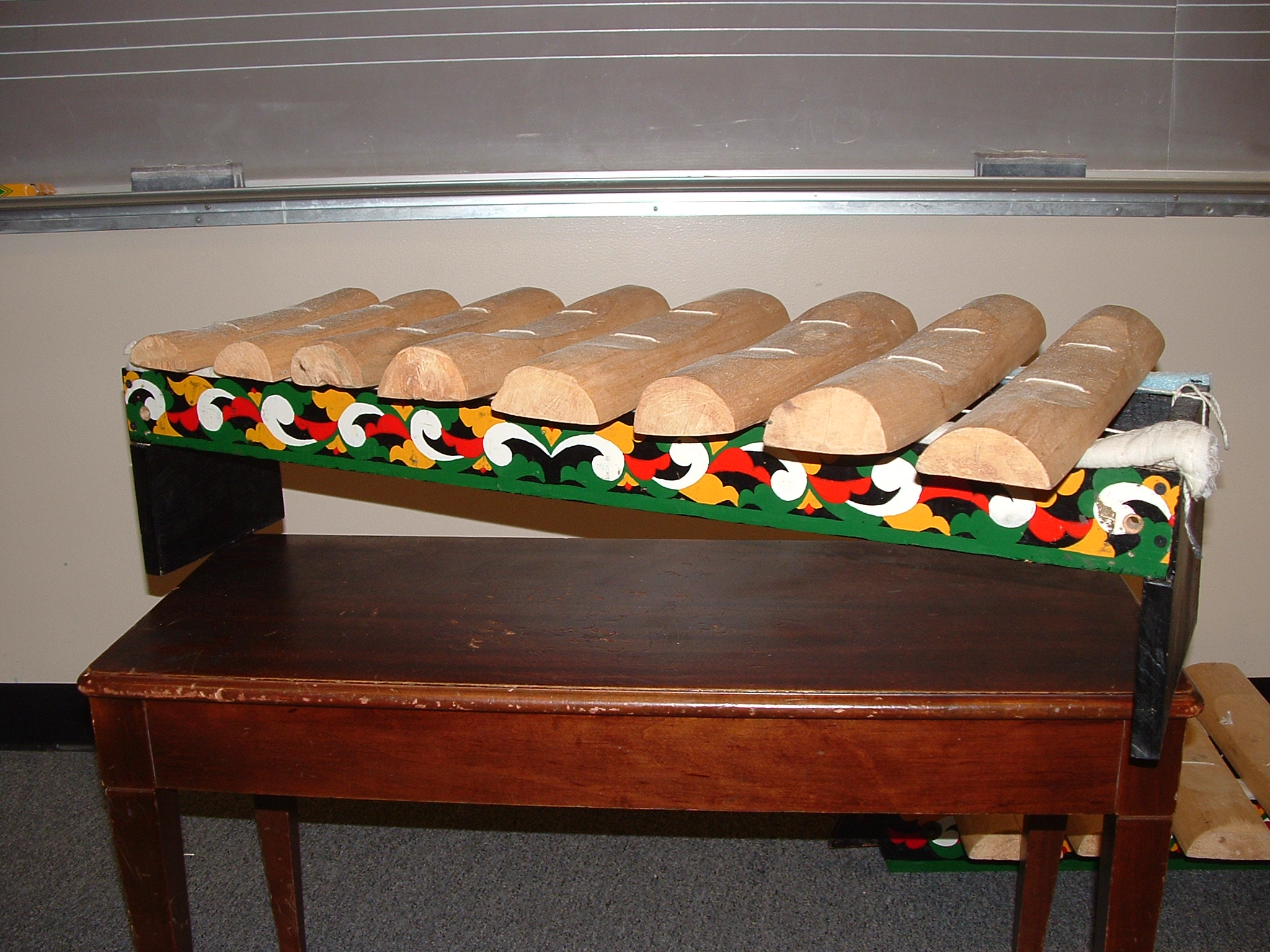
Kulintang a Kayo, un xilófono de Filipinas.

El instrumento tiene orígenes poco claros. Nettl propuso que se originó en el sudeste asiático y llegó a África hacia el año 500 d. C., cuando un grupo de pueblos de habla malayo-polinesia emigró a África, y comparó las orquestas de xilófonos de África oriental y las orquestas de gamelán javanés y balinés. : 18–19, 100  Esta teoría fue desafiada más recientemente por el etnomusicólogo y lingüista Roger Blench, quien postula un origen independiente del xilófono en África, citando, entre las evidencias de la invención local, las características distintivas de los xilófonos africanos y la mayor variedad de tipos de xilófonos e instrumentos similares al xilófono en África.

### Xilófono asiático
La evidencia más antigua de un verdadero xilófono es del siglo IX en el Sudeste Asiático, mientras que un instrumento similar de madera colgante, un tipo de armonicón, se dice que existió en el 2000 a. C. en lo que ahora es parte de China. El ranat, parecido a un xilófono, se utilizaba en las regiones hindúes (kashta tharang). En Indonesia, algunas regiones tienen su propio tipo de xilófonos. En el norte de Sumatra, el pueblo Toba Batak utiliza xilófonos de madera conocidos como Garantung (deletreado: "garattung"). Java y Bali utilizan xilófonos (llamados gambang, Rindik y Tingklik) en los conjuntos de gamelán. Siguen teniendo una importancia tradicional en Malasia, Melanesia, Indonesia, Tailandia, Birmania y regiones de América. En Birmania, al xilófono se le conoce como Pattala y suele estar hecho de bambú.

### Xilófono africano
El término marimba también se aplica a varios instrumentos folclóricos tradicionales, como el balafón de África Occidental. Las primeras formas se construían con barras encima de una calabaza. La madera se tuesta primero alrededor de un fuego antes de dar forma a la clave para conseguir el tono deseado. El resonador se ajusta a la tecla mediante una cuidadosa elección del tamaño del resonador, el ajuste del diámetro de la boca del resonador utilizando cera de avispa y el ajuste de la altura de la tecla por encima del resonador. Un fabricante hábil puede producir una amplificación sorprendente. Los mazos utilizados para tocar la dibinda y la mbila tienen cabezas hechas de caucho natural extraído de una planta silvestre rastrera. El "entrelazamiento" o la alternancia de ritmos aparece en la música de xilófono de África oriental, como la del dimbila de los makonde, el mangolongondo de los yao o el mangwilo de los Shirima, en el que la opachera, el llamador inicial, es respondida por otro intérprete, el wakulela. Esto suele duplicar un pulso rítmico ya de por sí rápido que también puede coexistir con un contrarritmo.

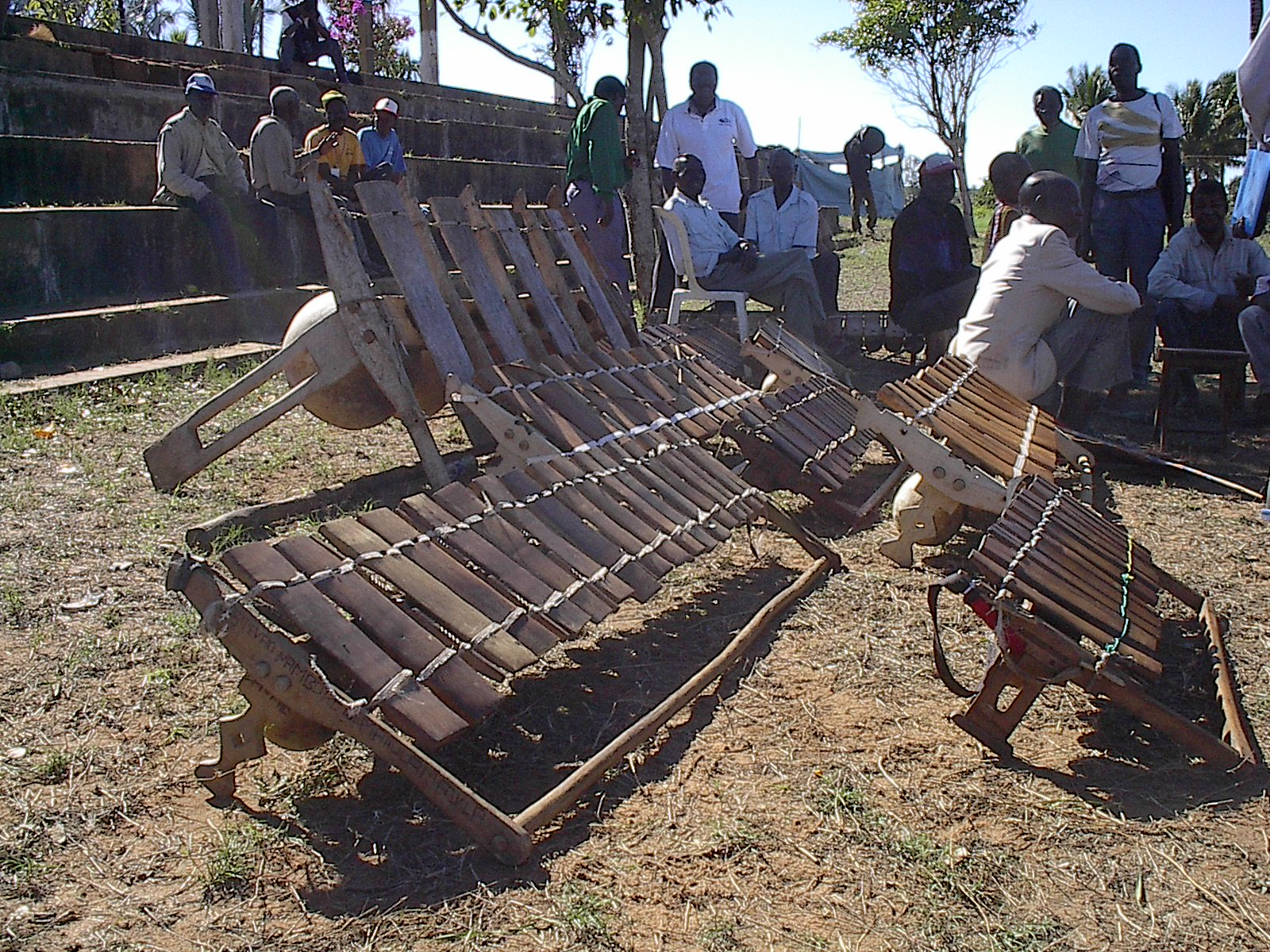
Una timbila.

#### Mbila
La mbila (plural "timbila") se asocia con el pueblo chopi de la provincia de Inhambane, en el sur de Mozambique. No debe confundirse con la mbira. Se cree que el estilo de música que se interpreta con él es el método de composición más sofisticado que se ha encontrado entre los pueblos prealfabetizados. La mbila de Mozambique, con resonancia de calabaza y afinación heptatónica, suele tocarse en grandes conjuntos en una danza coreografiada, quizás representando un drama histórico. Los conjuntos constan de unos diez xilófonos de tres o cuatro tamaños. Una orquesta completa tendría dos instrumentos bajos llamados gulu con tres o cuatro teclas de madera que se tocan de pie utilizando mazos pesados con cabezas de goma maciza, tres dibinda tenores, con diez teclas y que se tocan sentados, y el propio mbila, que tiene hasta diecinueve teclas de las cuales hasta ocho pueden tocarse simultáneamente. El gulu utiliza calabazas y la mbila y la dibinda cáscaras de manzana Masala como resonadores. Acompañan la danza con largas composiciones llamadas ngomi o mgodo y consisten en unas 10 piezas musicales agrupadas en 4 movimientos separados, con una obertura, en diferentes tempo y estilos. El director del conjunto hace las veces de poeta, compositor, director de orquesta e intérprete, creando un texto, improvisando una melodía parcialmente basada en las características del lenguaje tonal de chopi y componiendo una segunda línea de contrapunto. Los músicos del conjunto improvisan parcialmente sus partes. El compositor consulta entonces con el coreógrafo de la ceremonia y se hacen ajustes. El más largo e importante de ellos es el "mzeno", que incluirá una canción que cuente un asunto de importancia local o incluso se burle de una figura prominente de la comunidad! Entre los intérpretes se encuentran Eduardo Durão y Venancio Mbande.

#### Gyil
El gyil (Inglés pronunciación:  /ˈdʒɪlə,_dʒiːl/) es un instrumento pentatónico común a las poblaciones que hablan gur en Ghana, Burkina Faso, Malí y Costa de Marfil en África Occidental. El gyil es el principal instrumento tradicional del pueblo dagara del norte de Ghana y Burkina Faso, y del lobi de Ghana, el sur de Burkina Faso y Costa de Marfil. El gyil se suele tocar en pareja, acompañado de un tambor de calabaza llamado kuor. También puede ser tocado por una sola persona con el tambor y la parte de baquetas como acompañamiento, o por un solista. Los dúos de gyil son la música tradicional de los funerales del pueblo dagara. El instrumento es generalmente tocado por hombres, que aprenden a tocar cuando son jóvenes, sin embargo, no hay restricción de género.
El diseño del gyil es similar al del balaba o balafón utilizado por los pueblos mandinga, bambara, yulá y sosso, más al oeste, en el sur de Malí y el oeste de Burkina Faso, una región que comparte muchas tradiciones musicales con las del norte de Costa de Marfil y Ghana. Se fabrica con 14 llaves de madera de una madera dura africana llamada liga unidas a un marco de madera, debajo del cual cuelgan calabazas calabash. La seda de las telas de araña cubre los pequeños agujeros de las calabazas para producir un sonido de zumbido y se utilizan tendones de antílope y cuero para los cierres. El instrumento se toca con mazos de madera con cabeza de goma.

#### Silimba

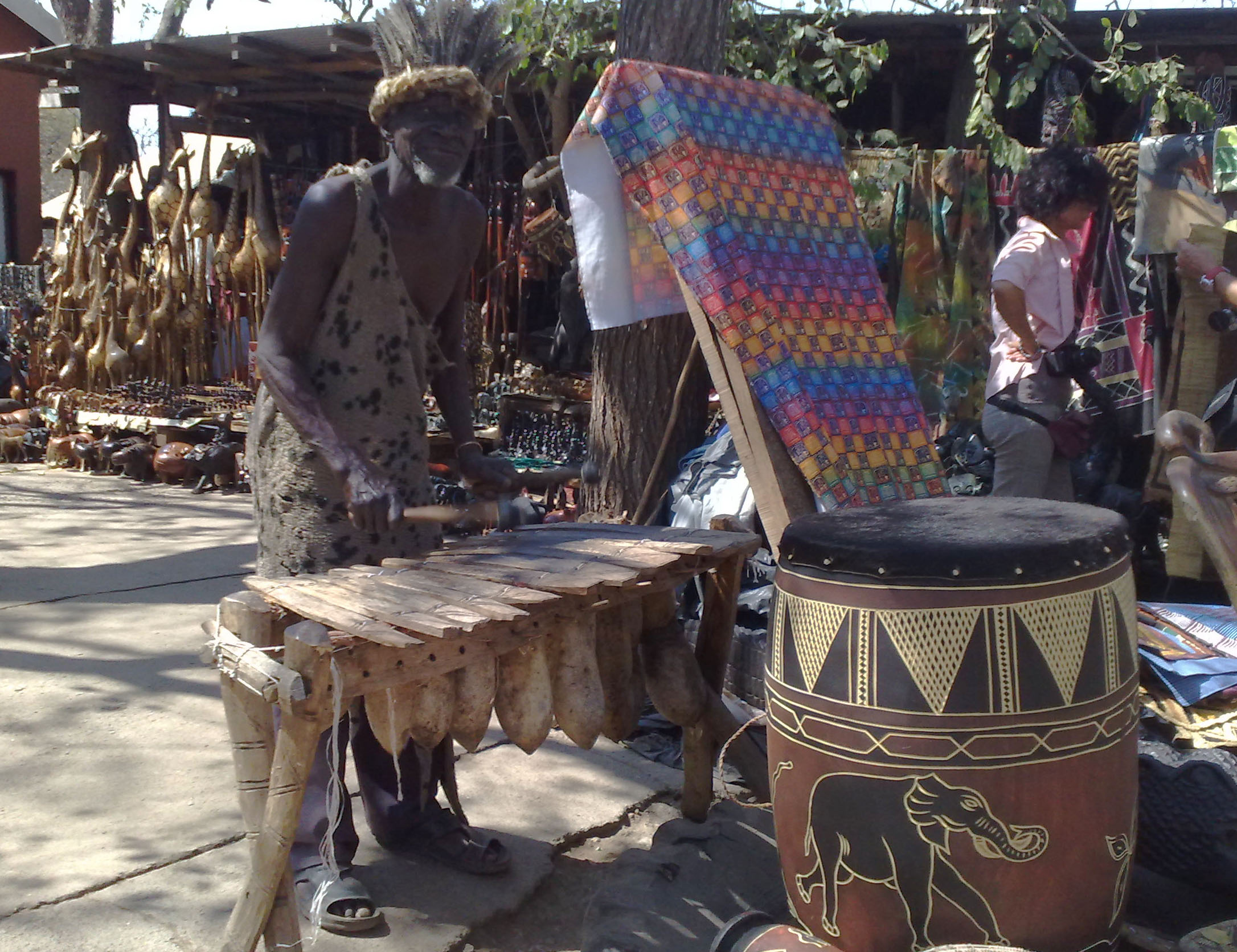
Una silimba en un mercado de Zambia.

La silimba es un xilófono desarrollado por el pueblo lozi en Barotselandia, al oeste de Zambia. Las teclas afinadas se atan encima de calabazas resonantes. La silimba, o shinjimba, es utilizada por el pueblo nkoya del oeste de Zambia en ceremonias reales tradicionales como la Kazanga Nkoya. En la actualidad, la silimba se utiliza en la mayor parte de Zambia.

#### Akadinda, amadinda y mbaire
El akadinda y el amadinda' son instrumentos similares a los xilófonos originarios de Buganda, en la actual Uganda. La amadinda está formada por doce troncos que se afinan en una escala pentatónica. La tocan principalmente tres jugadores. Dos intérpretes se sientan uno frente al otro y tocan los mismos troncos en una técnica de enclavamiento en un tempo rápido. No tiene resonadores de calabaza ni zumbido, dos características de muchos otros xilófonos africanos.
La amadinda era un instrumento importante en la corte real de Buganda, un reino ugandés. Para este xilófono se utiliza actualmente un tipo especial de notación, que consiste en números para y puntos. como también ocurre con el embaire, un tipo de xilófono originario del sur de Uganda.

#### Balo
El balo (balenjeh, behlanjeh) se utiliza en el pueblo mandinga de África occidental. Sus teclas están montadas sobre calabazas y se golpean con mazos con puntas de goma. Los intérpretes suelen llevar cilindros de hierro y anillos sujetos a las manos para que tintineen mientras tocan.

### Xilófono occidental

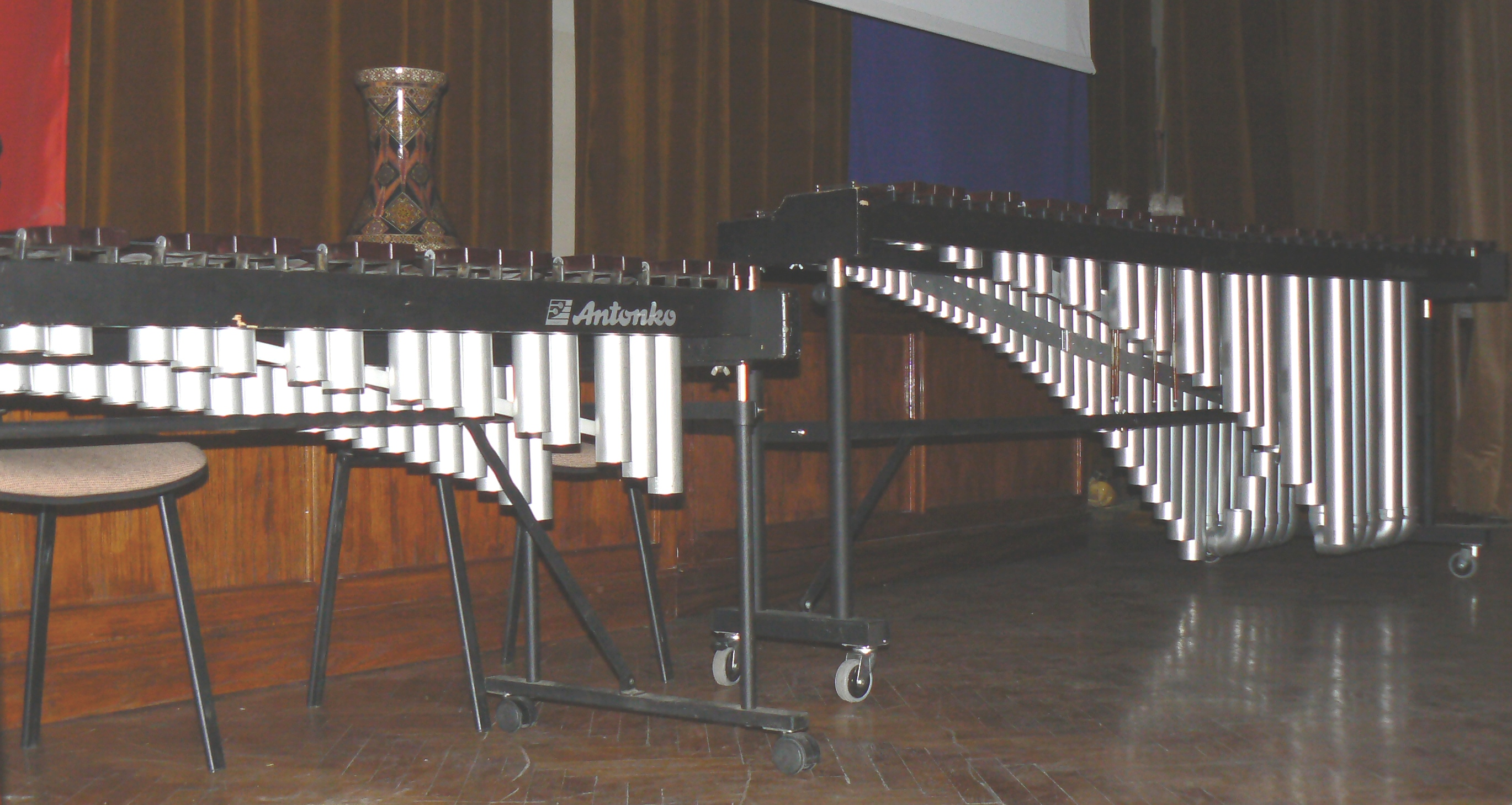
Xilófono orquestal (izquierda) y marimba (derecha).

La primera mención a un xilófono en Europa fue en  la obra Spiegel der Orgelmacher und Organisten (1511)  de Arnolt Schlick, donde se le denomina hültze glechter ("traqueteo de madera"). Luego hay otras descripciones del instrumento, pero el término "xilófono" no se utiliza hasta la década de 1860. El instrumento estaba asociado con la música folclórica del este de Europa, en especial Polonia y el este de Alemania. Una versión primitiva apareció en Eslovaquia: 98 , y la referencia más temprana a un instrumento similar data del siglo XIV.
El primer uso orquestal en Europa fue en la obra Danza Macabra, de Camille Saint-Saëns en 1874. Por esa época el instrumento ya se había popularizado en cierta medida por Michael Josef Gusikov, cuyo instrumento era el xilófono de cinco hileras compuesto por 28 toscas barras de madera dispuestas en semitonos en forma de trapecio y apoyadas en soportes de paja. No tenía resonadores y se tocaba rápidamente con palos en forma de cuchara. Según el musicólogo Curt Sachs, Gusikov actuaba en conciertos de jardín, espectáculos de variedades y como acto de novedad en conciertos sinfónicos.
El xilófono occidental fue utilizado por las primeras bandas de jazz y en el vodevil. Su sonido brillante y vivo funcionaba bien con la música de baile sincopada de los años 20 y 30. Red Norvo, George Cary, George Hamilton Green, Teddy Brown y Harry Breuer eran usuarios conocidos. Con el paso del tiempo, el xilófono fue superado en popularidad por el vibráfono de teclas metálicas, desarrollado en la década de 1920. Un xilófono con un rango que se extiende hacia abajo en el rango de la marimba se llama una xilorimba.
En las partituras orquestales, un xilófono puede indicarse con el francés claquebois, el alemán Holzharmonika (literalmente "armónica de madera"), o el italiano silofono. Shostakovich era especialmente aficionado a este instrumento; tiene un papel destacado en gran parte de su obra, incluyendo la mayoría de sus sinfonías y su Concierto para violonchelo n.º 2. Entre los xilófonos modernos se encuentran Bob Becker, Evelyn Glennie e Ian Finkel.
En Estados Unidos, hay bandas de marimba zimbabuense especialmente concentradas en el noroeste del Pacífico, Colorado y Nuevo México, pero existen bandas desde la costa este hasta California e incluso hasta Hawái y Alaska. El principal evento de esta comunidad es el ZimFest, el festival anual de música zimbabuense. Las bandas se componen de instrumentos desde sopranos altos, pasando por sopranos bajos, tenores, barítonos y bajos. Los resonadores suelen estar fabricados con agujeros cubiertos por un fino celofán (similar al balafón) para conseguir el característico zumbido. Los repertorios de las bandas estadounidenses suelen tener una gran coincidencia, debido a la fuente común del músico zimbabuense Dumisani Maraire, que fue la persona clave que llevó por primera vez la música zimbabuense a Occidente, llegando a la Universidad de Washington en 1968.

## Uso en educación

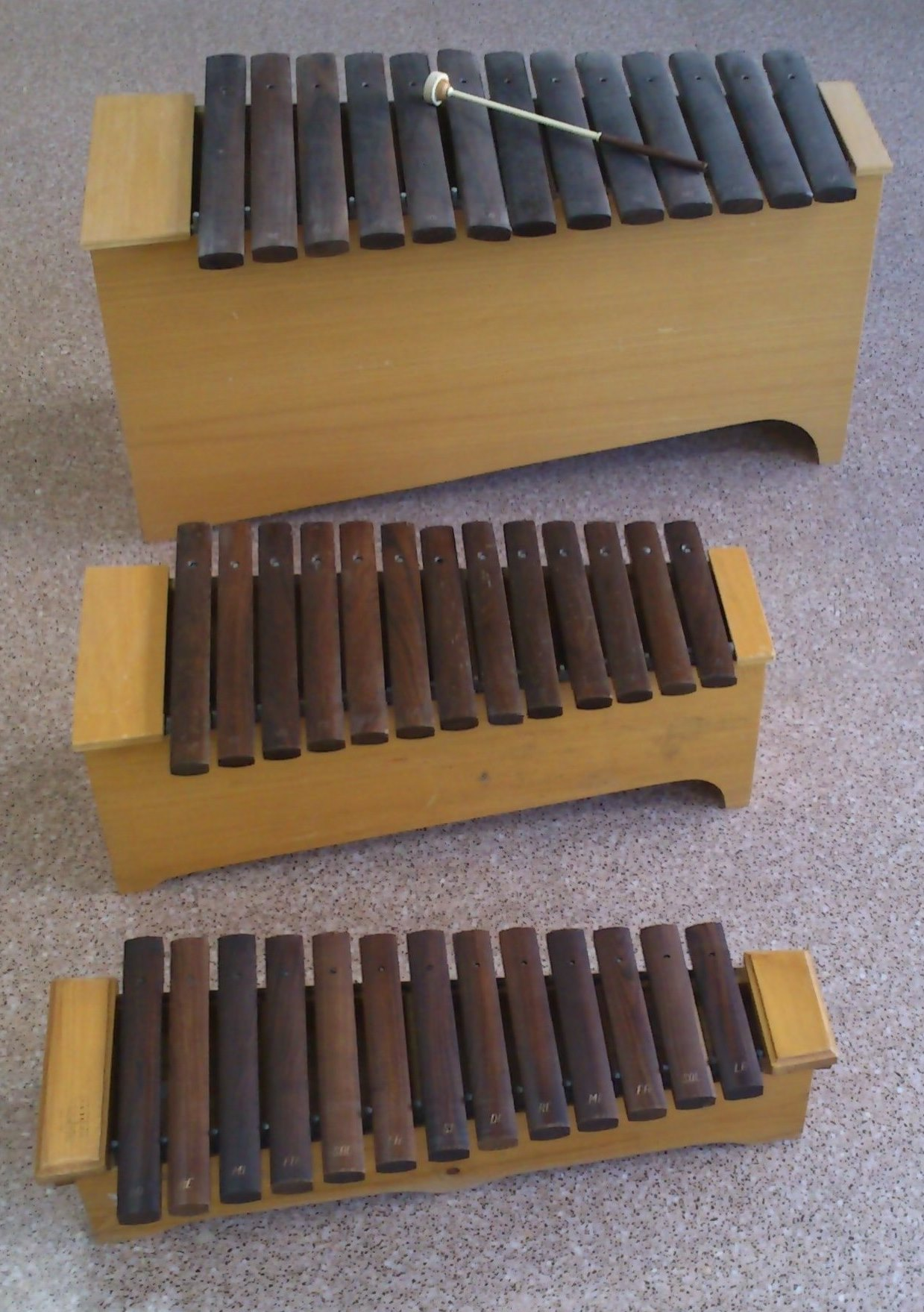
Tres xilófonos (instrumental Orff).

Cuando el xilófono está destinado para aplicar el método Orff se montan en una caja acústica de madera de forma rectangular o de trapecio.
Usualmente hay tres tipos de xilófonos: bajos, altos y sopranos, con una escala y media cada uno. Como su nombre indica, se montan láminas de madera (xilo) preferentemente de Palo santo.